# 沂水県
沂水県（ぎすい-けん）は、中華人民共和国山東省臨沂市に位置する県。沂河（沂水）が流れており、県名もこれに由来する。

## 歴史
秦代に瑯琊郡の下に莒県が設置され、前漢に東部は徐州刺史部琅邪郡東莞県、西部は兗州刺史部泰山郡蓋県、南部は兗州刺史部城陽国東安県とされた。37年（建武13年）に後漢により城陽国は廃止され東安県は徐州刺史部琅邪国の管轄とされた。後漢の建安初年、東莞県に東莞郡が設置され、三国時代には魏の徐州刺史部東莞郡東莞県・東安県、南部は琅邪国陽都県とされ、晋代まで踏襲された。297年（元康7年）に東晋により東安郡が設置、その後の南北朝時代では後趙・前燕・前秦・後燕・南燕の活動地域とされ、南燕の慕容徳により東莞県は一時団城県と改称された。
隋代による中国統一が達成されると596年（開皇16年）に東莞県は沂水県と改称、東安県は沂水県に統合され、琅邪郡の所轄とされ「沂水」の県名が初めて史書に登場している。
621年（武徳4年）に唐代により沂水県は莒州に移管、634年（貞観8年）に莒州は廃止され、沂水県は河南道沂州の管轄とされた。宋代は京東東路沂州、金代は山東東路莒州、元代には中書省山東西道宣慰司益都路莒州、明代には1376年（洪武9年）に山東承宣布政使司青州府の管轄となった。清代が成立すると1730年（雍正8年）に莒州の管轄とされたが、1734年（雍正12年）に沂州府に移管された。
辛亥革命により中華民国が成立すると1913年（民国2年）の府制廃止と道制施行により沂水県は岱南道（後に済寧道と改称）の管轄とされ、1915年（民国4年）に済寧道に、1925年（民国14年）には琅琊道に移管された。1928年（民国17年）の道制廃止に伴い山東省直属、1936年（民国25年）には新設された第三区行政督察専員公署所轄の行政区画とされた。
日中戦争期間中は汪兆銘政権の下の華北政務委員会の管轄地とされたが、抗日運動の結果1940年（民国39年）3月に抗日根拠地としての沂水県抗日民主政府が成立、中国共産党分局の指導を受け、1941年（民国30年）以降は山東省戦時工作推行委員会魯中区沂蒙専署に移管された。
抗日根拠地時代はその統治地域が局地的であったことより複雑な変遷をたどり、沂水県中部を沂中県、南西部を沂南県、南部を沂臨辺連県、東南部を沂東県、北東部を沂辺県、北西部を沂源県に分割され、それらの統廃合が繰り返され、1949年（民国38年）7月に再び沂水県の名称が復活、沂北県と莒沂県（1946年に莒沂辺県より改称）の2県は合併し莒沂県が発足、沂蒙専署の管轄とされた。
中華人民共和国が成立すると沂水と莒沂の両県は魯中南行政公署沂蒙専署の管轄とされ、1950年5月11日には新設された沂水専署に移管された。1953年8月、沂水専署は臨沂専署に統合されるとともに莒沂県も沂水県に統合された。
1995年4月21日、臨沂行政公署の廃止と共に地級市の臨沂市が成立、沂水県もその所属とされ現在に至っている。

## 行政区画
- 街道:沂城街道、竜家圏街道
- 鎮:馬站鎮、高橋鎮、許家湖鎮、黄山鋪鎮、諸葛鎮、崔家峪鎮、四十里堡鎮、楊荘鎮、夏蔚鎮、沙溝鎮、高荘鎮、院東頭鎮、富官荘鎮、道托鎮、泉荘鎮
- 郷:圏里郷

## 出身者
- 秦徳純 - 中華民国の軍人。土肥原・秦徳純協定を結んだことで知られる。